# Nhandu
Genre
Synonymes
- Brazilopelma Schmidt, 1998

Nhandu est un genre d'araignées mygalomorphes de la famille des Theraphosidae.

## Distribution
Les espèces de ce genre se rencontrent au Brésil, au Guyana et au Paraguay.

## Liste des espèces
Selon World Spider Catalog (version 25.0, 26/02/2024) :
- Nhandu carapoensis Lucas, 1983
- Nhandu cerradensis Bertani, 2001
- Nhandu coloratovillosus (Schmidt, 1998)
- Nhandu tripepii (Dresco, 1984)

## Systématique et taxinomie
Ce genre a été décrit par Lucas en 1983 dans les Theraphosidae.
Brazilopelma a été placé en synonymie par Bertani en 2001.

## Publication originale
- Lucas, 1983 : « Descrição de gênero e espécie novos da subfamília Theraphosinae (Araneae, Ortoghatha, Theraphosidae. » Memórias do Instituto Butantan, vol. 44/45, p. 157-160 (texte intégral).